# الاحتلال الياباني لبورما
يمثل الاحتلال الياباني لبورما الفترة بين 1942 و1945 خلال الحرب العالمية الثانية، حين احتلت إمبراطورية اليابان بورما. ساهم اليابانيون في تشكيل جيش استقلال بورما، ودربوا «الرفاق الثلاثون»، الذين أسسوا القوات المسلحة الحديثة (تاتماداو). أراد البورميون استغلال دعم اليابانيين لطرد البريطانيين وتحقيق الاستقلال.
غزت اليابان بورما في 1942 وأعلنت اسميًا استقلال المستعمرة باسم دولة بورما في 1 أغسطس 1943. وشُكلت حكومة دمية بقيادة با ماو. بدأ الكثير من البورميين بالاعتقاد أن اليابانيين لم يريدوا حقًا منحهم استقلالًا حقيقيًا.
شكل أون سان، والد زعيمة المعارضة المستقبلية ومستشارة الدولة أون سان سو تشي، وقادة وطنيون آخرون المنظمة المناهضة للفاشية في أغسطس 1944، التي طلبت من المملكة المتحدة تشكيل ائتلاف مع الحلفاء ضد اليابان. بحلول أبريل 1945، طرد الحلفاء اليابانيين. ولاحقًا، بدأت المفاوضات بين البورميين والبريطانيين من أجل الاستقلال. قتل ما بين 170,000 و250,000 مدني في ظل الاحتلال الياباني. 

## الخلفية
وجد بعض الوطنيين البورميين في اندلاع الحرب العالمية الثانية فرصة لانتزاع تنازلات من بريطانيا مقابل تقديم الدعم في المجهود الحربي. وعارض بورميون آخرون، مثل حركة ثاكين، مشاركة بورما في الحرب تحت أي ظرف من الظروف. أسس أون سان مع آخرين من حركة ثاكين الحزب الشيوعي البورمي في أغسطس 1939. وشارك أون سان أيضًا في تأسيس الحزب الثوري الشعبي، الذي أصبح اسمه بعد الحرب العالمية الثانية الحزب الاشتراكي. لعب أون سان دورًا أساسيًا في تأسيس «كتلة الحرية» من خلال تشكيل تحالف بين حركة ثاكين (دوبامان آسياون) واتحاد طلاب بورما والرهبان النشطين في السياسة وحزب الرجل الفقير بزعامة با ماو.
دعت دوباما آسياون إلى انتفاضة وطنية، فصدر أمر اعتقال بحق الكثيرين من قادة المنظمة ومنهم أون سان، الذي فر إلى الصين. أراد أون سان التواصل مع الشيوعيين الصينيين ولكن السلطات اليابانية وجدته وعرضت عليه تقديم الدعم من خلال تشكيل وحدة استخبارات سرية باسم مينامي كيكان، برئاسة العقيد سوزوكي هدفها إغلاق طريق بورما ودعم الانتفاضة الوطنية.
عاد أون سان لمدة وجيزة إلى بورما بهدف تجنيد تسعة وعشرين شابًا ليذهبوا معه إلى اليابان لتلقي التدريب العسكري في هاينان في الصين، عرفت هذه المجموعة باسم «الرفاق الثلاثون». عندما احتل اليابانيون بانكوك في ديسمبر 1941، أعلن أون سان عن تشكيل جيش استقلال بورما (بي آي إيه) تحسبًا للغزو الياباني لبورما في عام 1942. 
بالنسبة للقيادة العسكرية اليابانية، كان غزو بورما هدفًا استراتيجيًا مهمًا منذ بدء الأعمال العدائية مع بريطانيا والولايات المتحدة. كان من شأن احتلال بورما قطع حلقة إمداد بالغة الأهمية للصين. عرف اليابانيون أن المطاط واحد من الموارد العسكرية الضرورية القليلة التي لم تكن الولايات المتحدة مكتفية ذاتيًا بها. وظنوا أن احتلال بورما سيسمح بحرمان الحلفاء من إمدادات المطاط في جنوب شرق آسيا إذا قبلوا شروط السلام غير مواتية لليابان.

## الاحتلال الياباني

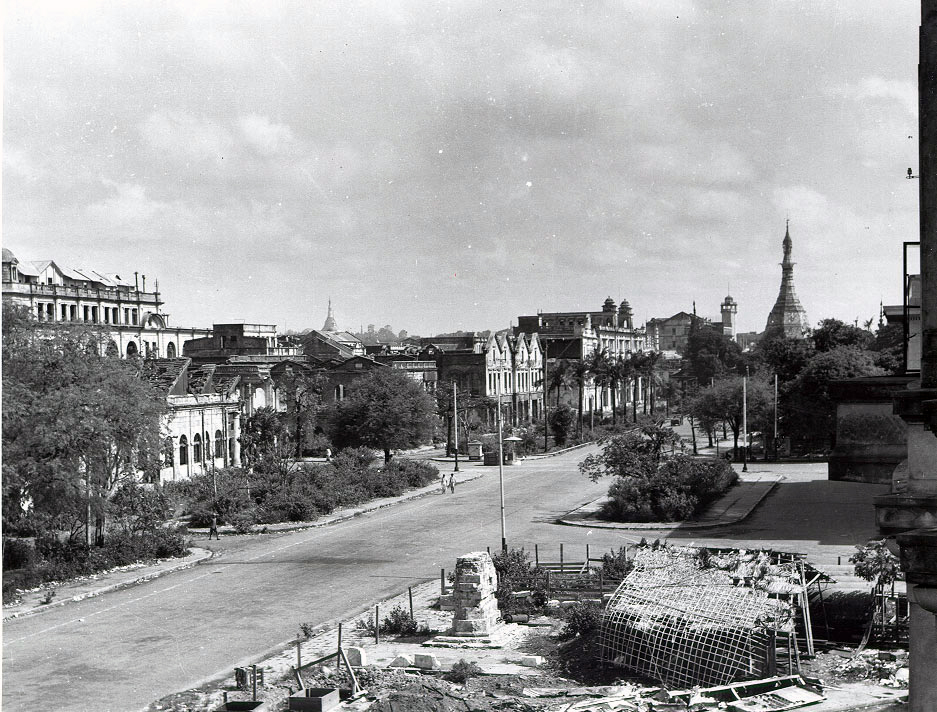
منظر لشارع رانغون

شكل جيش استقلال بورما حكومة مؤقتة في بعض مناطق البلاد في ربيع عام 1942، وظهرت خلافات داخل القيادة اليابانية متعلقة بمستقبل بورما. شجع العقيد سوزوكي الرفاق الثلاثون على تشكيل حكومة مؤقتة، إلا أن القيادة العسكرية اليابانية لم تقبل أبدًا هذه الخطة بشكل رسمي. وفي النهاية، لجأ الجيش الياباني إلى با ماو لتشكيل حكومة.
خلال الحرب في عام 1942، نما جيش استقلال بورما بصورة غير مضبوطة، وانضم مسؤولون ومجرمون إليه في الكثير من المقاطعات. أعيد تنظيمه وأصبح اسمه جيش دفاع بورما (بي دي إيه) بقيادة اليابانيين ولكنه ظل برئاسة أون سان. كان جيش استقلال بورما قوة غير نظامية، إلا أن أفراد جيش دفاع بورما كانوا منتقين ودربوا ليشكلوا جيشًا تقليديًا.
أُعلن با ماو رئيسًا للدولة، وضمت حكومته أون سان بصفة وزير الحرب والزعيم الشيوعي ثاكين ثان تون بصفة وزير الأراضي والزراعة، والزعيمين الاشتراكيين ثاكينز نو ومَيا. عندما أعلن اليابانيون بورما، شكليًا، دولة مستقلة في عام 1943، غُير اسم جيش الدفاع البورمي (بي دي إيه) ليصبح الجيش الوطني البورمي (بي إن إيه).
تبين سريعًا أن الوعود اليابانية بالاستقلال مجرد خدعة وأن با ماو قد خدع. ومع تحول الحرب ضد اليابانيين، أعلن اليابانيون بورما دولة ذات سيادة كاملة في 1 أغسطس 1943، وهو ما كان أمرًا زائفًا. اكتشف أون سان الحقيقة وبدأ مفاوضات مع الزعيمين الشيوعيين ثاكين ثان تون وثاكين سو، والزعيمين الاشتراكيين با سوي وكياو نيين، ونتج عن ذلك تشكيل المنظمة المناهضة للفاشية في أغسطس 1944 في اجتماع سري للحزب الشيوعي البورمي وحزب الشعب الجمهوري والجيش الوطني البورمي في باغو. غُير اسم المنظمة المناهضة للفاشية لاحقًا وأصبح اتحاد الحرية الشعبي المناهض للفاشية، الذي عارض الفاشية اليابانية بشدة، مناديًا بمجتمع أكثر عدلًا ومساواة.
كتب ثاكينز ثان تون وسو، خلال وجودهما في سجن إنسين في يوليو 1941، بيان إنسين الذي حدد الفاشية العالمية، بخلاف الرأي السائد في حركة دوباما آسياون، على أنها العدو الرئيسي في الحرب المقبلة ودعا إلى التعاون المؤقت مع البريطانيين ضمن تحالف واسع يشمل الاتحاد السوفييتي. وكان سو قد بدأ بالفعل بشكل سري تنظيم المقاومة ضد الاحتلال الياباني، وتمكن ثان تون من نقل المعلومات الاستخباراتية اليابانية إلى سو، وأجرى الزعيمان الشيوعيان ثاكينز ثين بي وتين شوي اتصالات مع الحكومة الاستعمارية في المنفى في سيملا في الهند.
دخل جنود يابانيون من الكتيبة الثالثة والفوج 215 وأو سي ماولامين كيمبيتاي (شرطة عسكرية) التابعة للجيش الإمبراطوري الياباني قرية كالاغونغ (كالاجونج) في 7 يوليو 1945 وجمعوا سكانها لاستجوابهم. ثم أمر اللواء سييه ياماموتو، رئيس أركان الجيش الثالث والثلاثين، الجنود بقتل نحو 600 قروي بورمي.

## نهاية الاحتلال
جرت اتصالات غير رسمية بين المنظمة المناهضة للفاشية والحلفاء في عامي 1944 و1945 من خلال القوة البريطانية 136. في 27 مارس 1945، انتفض الجيش الوطني البورمي في تمرد على مستوى البلاد ضد اليابانيين. واحتُفل بيوم 27 مارس باعتباره «يوم المقاومة» ثم غير الجيش اسمه ليصبح «يوم تاتماداو» (يوم القوات المسلحة). بدأ أون سان وآخرون لاحقًا المفاوضات مع اللورد مونتباتن وانضموا رسميًا إلى الحلفاء باعتبارهم قوات بورمية وطنية. وفي اجتماعهم الأول، مثلت المنظمة المناهضة للفاشية  نفسها أمام البريطانيين بصفتها حكومة مؤقتة في بورما، وكان ثاكين سو رئيسًا لها وأون سان عضوًا في لجنتها الحاكمة. 
دُحر اليابانيون من معظم بورما بحلول مايو 1945. ثم بدأت المفاوضات مع البريطانيين حول نزع سلاح المنظمة المناهضة للفاشية ومشاركة قواتها في جيش بورما ما بعد الحرب. شكل بعض المحاربين القدامى في قوة شبه عسكرية بقيادة أون سان، سميت منظمة بيثو يباو تات أو منظمة متطوعي الشعب، الذين كانوا يتدربون بزيهم العسكري علنًا. أٌنجز دمج القوات الوطنية البورمية بنجاح في مؤتمر كاندي في سيلان في سبتمبر 1945.